# Адміністративне право
Адміністрати́вне пра́во — це самостійна галузь права, яка регулює суспільні відносини, що виникають в процесі діяльності суб'єктів публічного адміністрування щодо забезпечення прав та свобод, інтересів суспільства та держави, а також реалізації управлінських функцій держави та місцевого самоврядування в соціально-економічних, адміністративно-політичних сферах.
Адміністративне право регулює діяльність структур виконавчої влади, місцевого самоврядування, державних і недержавних підприємств, установ, організацій. Є обов'язковим інструментом здійснення державної виконавчої влади у формі державного управління. Норми адміністративного права складаються під впливом цивільного, трудового, сімейного та інших галузей права.
Державне управління — це діяльність органів виконавчої влади, яка полягає в забезпеченні виконання законів та інших нормативно-правових актів усіма суб'єктами держави. Адміністративне право інколи називають «правом управління», або «управлінським правом». Адміністративне право — це управлінське право, яке відрізняється від інших галузей права специфікою предмета регулювання, юридичною своєрідністю (особливим методом регулювання) та структурними особливостями, тобто системою розташування нормативного матеріалу.
Адміністративне право створює правовий режим для здійснення управлінських функцій, що є найважливішою умовою впорядкованості сфери державного управління. Закріплення в юридичних нормах правил поведінки, тобто яким чином слід діяти в конкретній ситуації, від чого слід утриматися, що робити категорично заборонено тощо, надає управлінським відносинам юридичного характеру, перетворює неправові відносини на формально обумовлені.
Але адміністративне право регулює не всі суспільні відносини у сфері державного управління, а тільки ті, що є предметом регулювання адміністративного права. Тобто такими, де від імені держави виступає компетентний суб'єкт виконавчої влади (орган, посадова особа), саме з метою виконання нормативних приписів держави.
Поняття адміністративного права як галузі права ширше поняття адміністративного законодавства, яке є складовою частиною законодавства України. Адміністративне право — це система правових норм, що регулюють суспільні відносини у сфері державного управління, а адміністративне законодавство — це система правових актів, в яких ці норми знаходять своє втілення.

## Предмет адміністративного права
Предметом правового регулювання адміністративного права України є суспільні відносини управлінського характеру між публічною адміністрацією та об'єктами публічного управління, які виникають у сфері владно-розпорядчої діяльності, надання адміністративних сервісних послуг з метою публічного забезпечення прав і свобод людини.

## Адміністративно-правовий метод регулювання
Адміністративно-правовий метод регулювання — це сукупність правових засобів і способів (прийомів), які застосовуються органами виконавчої влади держави в процесі право-застосовної діяльності для забезпечення регулювального впливу норм адміністративного права на управлінські суспільні відносини.
Регулятивні засоби:
- приписи — вказівки щодо обов'язкового вчинення певних дій;
- заборони — покладення юридичного обов'язку утримуватися від вчинення певних дій;
- дозволи — надання можливості вчинити певні дії або ж утриматися від їх вчинення на власний розсуд.

Для адміністративно-правового регулювання як основний засіб регулювання використовується припис. Але для регулювання «горизонтальних» адміністративно-правових відносин використовуються методи узгодження, координації та договірний метод.

## Особливості адміністративно-правового регулювання
Для адміністративно-правового регулювання притаманна юридична нерівність сторін. Відокремлюють наступні особливості регулювання.
- Адміністративно-правове регулювання передбачає нерівність волі сторін: волевиявлення суб'єкта домінує над волевиявленням об'єкта управління.
- Суб'єкт управління, зазвичай, наділений державно-владними повноваженнями щодо об'єкта управління.
- Суб'єкт управління, зазвичай, має право видавати юридично-владні приписи, які зобов'язаний виконувати об'єкт управління.
- Адміністративно-правові відносини — це односторонні відносини, тобто коли право на боці суб'єкта, а обов'язок — на боці об'єкта управління. Проте це не звільняє суб'єкта управління від обов'язку діяти згідно з приписами чинного законодавства.

## Типи управлінських відносин, що регулюються
За суб'єктним складом розрізняють відносини:
- субординації, підпорядкованості — управлінські відносини між різними органами виконавчої влади по вертикалі, тобто коли один із них організаційно підпорядкований іншому (між вищими і нижчими органами). Наприклад, МВС України і окремі його структурні підрозділи, територіальні органи внутрішніх справ.
- узгодження, координації та міжструктурної кооперації — управлінські відносини між непідпорядкованими один одному органами виконавчої влади. Наприклад, між окремими міністерствами, УМВС України різних областей.
- між територіальними органами виконавчої влади та підприємствами, установами, організаціями місцевого підпорядкування.
- між органами виконавчої влади держави і недержавними організаціями.
- між органами виконавчої влади держави і громадянами. В усіх цих відносинах однією із сторін завжди є орган виконавчої влади, або уповноважена ним посадова особа, який здійснює від імені держави покладені на нього відповідні функції і наділений владними повноваженнями.

Адміністративно-правові відносини також класифікують:
- за характером зв'язків;
- за змістом;
- за цільовим призначенням;
- за способом захисту.